# Dodge New Value
La New Value è un'autovettura full-size prodotta dalla Dodge nel 1935. È stata introdotta nel gennaio del 1935. Era anche conosciuta come Serie DU.

## Storia
La New Value, come i modelli i suoi predecessori Dodge Standard, Dodge Special e Dodge Deluxe, era dotata di un motore a valvole laterali e sei cilindri in linea da 3.569 cm³ di cilindrata che sviluppava 87 CV di potenza. Il propulsore era anteriore, mentre la trazione era posteriore. Il cambio era a tre rapporti mentre la frizione era monodisco a secco. Su richiesta era disponibile il cambio semiautomatico.
Il modello era offerto in versione berlina quattro porte, coupé due porte  e cabriolet due porte. Inoltre la vettura era disponibile anche con telaio nudo, cioè senza carrozzeria, allo scopo di dare la possibilità all'acquirente di completare la vettura dal proprio carrozziere di fiducia. Quasi tutti i modelli avevano un passo di 2.946 mm. L'unica versione con passo di 3.251 mm era la berlina sette posti. La New Value era dotata di alcune innovazioni tecnologiche come lo starter ed il servosterzo.